# 民主劳动党 (西班牙)
民主劳动党（西班牙語：Partido del Trabajo Democrático，缩写为PTD）是西班牙的一个共产主义 政党。该党成立于2013年。该党的意识形态是共产主义、马克思列宁主义、共和主义、女权主义。该党的政治立场是左翼。该党的秘书长是米格尔·安赫尔·比利亚隆。该党的总部位于马德里。该党出版刊物《进军》。